# Сапрыкин, Александр Николаевич
Алекса́ндр Никола́евич Сапры́кин (1929, с. Дурникино, Нижне-Волжский край — 1998) — советский железнодорожник, машинист тепловоза локомотивного депо Ртищево Приволжской железной дороги, Герой Социалистического Труда (1977), Почётный железнодорожник.

## Биография
Родился в 1929 году в селе Дурникино в семье железнодорожника. Отец, Николай Захарович, работал стрелочником. Александр окончил семилетнюю школу. С 1944 по 1948 год он работал слесарем вагоноремонтного пункта станции Хопёр Юго-Восточной железной дороги. Затем три года был кочегаром, помощником машиниста паровозного депо станции Балашов.
С 1951 по 1955 год служил в рядах Советской Армии. После демобилизации, с октября 1955 года, работал помощником машиниста паровоза. В 1957 году окончил курсы повышения квалификации и стал помощником машиниста. Квалификацию машиниста тепловоза А. Сапрыкину присвоили в 1959 году. С января 1960 года — машинист электровоза.
А. Н. Сапрыкин предложил передовой метод использования полной мощности электровоза ВЛ-80К при вождении легковесных поездов. Во время рейса он отключал тяговые двигатели, используя силу инерции, при этом экономия энергии составляла 5 %. Новый метод вождения поездов был представлен на ВДНХ, где получил высокую оценку. Руководство депо, учитывая опыт и глубокие знания новатора, направило его в пассажирскую колонну с целью лучшего освоения тепловозов ТЭП-10 и 2ТЭП-60.
Указом Президиума Верховного Совета СССР от 13 мая 1977 года за выдающиеся успехи, достигнутые в выполнении плановых заданий на 1976 год и принятых социалистических обязательств, Александру Николаевичу Сапрыкину присвоено звание Героя Социалистического Труда с вручением ордена Ленина и золотой медали «Серп и Молот».
Был машинистом первого класса, общественным машинистом-инструктором. Избирался членом Ртищевского городского комитета КПСС, несколько созывов подряд — депутатом городского Совета, членом исполкома Ртищевского горсовета. В 1967 году за высокие производительные показатели и активное участие в общественной жизни коллектива Александру Николаевичу было присвоено звание «Лучший машинист сети дорог», а имя его занесено в Книгу почёта Министерства путей сообщения СССР. В 1971 году А. Н. Сапрыкин был избран депутатом Верховного Совета РСФСР по Ртищевскому округу.
В 1978 году в издательстве «Транспорт» была издана книга А. Н. Сапрыкина «В кабине локомотива».
Умер в 1998 году.

## Награды и звания
- Герой Социалистического Труда (1977)
- Орден Ленина (1977)
- Медаль «За доблестный труд. В ознаменование 100-летия со дня рождения В. И. Ленина»
- Медаль «За доблестный труд в Великой Отечественной войне 1941—1945 гг.»
- Почётный железнодорожник
- Лучший машинист сети дорог